# Schismatoglottis conoidea
Schismatoglottis conoidea är en kallaväxtart som beskrevs av Adolf Engler. Schismatoglottis conoidea ingår i släktet Schismatoglottis och familjen kallaväxter. Inga underarter finns listade.